# Alchemilla schiedeana
Alchemilla schiedeana é uma espécie de rosácea do gênero Alchemilla, pertencente à família Rosaceae.